# Джоан Колинс
Джоан Колинс (на английски: Joan Collins) е британска актриса, продуцент, писател и колумнист.

## Биография
Джоан Колинс е родена на 23 май 1933 година в Падингтън, Лондон, Великобритания. Израства в Майда Вейл, дъщеря е на Елза Колинс (родена Бесант, 1906 – 1962), учителка по танци и Джоузеф Уилям Колинс (1902 – 1988), агент на таланти,  клиенти по-късно ще му бъдат Шърли Беси, Бийтълс и Том Джоунс. Баща ѝ е евреин родом от Южна Африка, а майка ѝ е англиканка от Великобритания. Тя има по-малки брат и сестра, Джаки Колинс (1937 – 2015), писателка и Бил, агент на имоти. Получаваа образование в училището на Франсис Холанд, независимо училище за момичета в Лондон.
Дебютира на сцената в пиесата на Хенрик Ибсен „Куклен дом“ на девет години, а на шестнадесет години се обучава за актриса в Кралската академия за драматично изкуство (RADA) в Лондон. На 17-годишна възраст Колинс подписва договор с британската филмова студия Ранк Организейшън (Rank Organization).

### Актьорска кариера
На 22-годишна възраст Колинс се премества в Холивуд и се прочува с ролята си като вампир във филма „Момичето в червено кадифе“ (1955)  Успешно се появява в големи американски и британски филми през 1950-те и 1960-те години и по-малко успешно през 1970-те години.
През 1981 г. Колинс започва да играе най-известната си роля като Алексис Колби в дългогодишния телевизионен сериал „Династия“, който ѝ носи Златен глобус през 1983 г. В края на 1980-те тя тръгва по стъпките на по-малката си сестра Джаки Колинс и издава първата си книга „Прайм тайм“ (1988), която се превръща в бестселър. Въпреки негативните отзиви на критиците, издава още няколко книги и автобиографии. Освен на екрана, Колинс има образа на бляскава жена вампир и в живота, благодарение на петте си брака и безупречен стил.

### Писателска кариера
От края на 1990-те години Колинс е редовен гост на „Зрителят“ (The Spectator). През 2008 г. води седмична колона за мнения в „Съндей Телеграф“. Тя продължава да пише от време на време за „Дейли Мейл“, „Таймс“, „Дейли Телеграф“ и „Лейди“ (The Lady) в Обединеното кралство и „Харпърс Базар“ (Harper's Bazaar) в САЩ.
Колинс се утвърждава като успешен писател. В допълнение към най-продаваните си романи „Прайм тайм“ (Prime Time) и „Любов и желание и омраза“ (Love & Desire & Hate), тя написва и шест книги за начин на живот, включително „Книгата за красота на Джоан Колинс“ (The Joan Collins Beauty Book), както и мемоари, включително „Минало несвършено“ (Past Imperfect). Към днешна дата тя е продала над 50 милиона копия от книгите си, които са преведени на 30 езика.

### Признание
Колинс е удостоена за офицер на Ордена на Британската империя (OBE) през 1997 г. с почетна награда за драматично изкуство.
Тя е повишена до Дама командир на Ордена на Британската империя (DBE) през 2015 г. с почетна награда за благотворителност.

## Избрана филмография

### Кино
| година | филм     | оригинално заглавие | роля             | режисьор   |
| ------ | -------- | ------------------- | ---------------- | ---------- |
| 1958   | Бравадос | The Bravados        | Джозефа Велардес | Хенри Кинг |

### Телевизия
| година      | филм                                 | оригинално заглавие               | роля                        | бележки                              |
| ----------- | ------------------------------------ | --------------------------------- | --------------------------- | ------------------------------------ |
| 1967        | Батман                               | Batman                            | Сирената (Лорелай Сайръс)   | 2 епизода                            |
| 1967        | Стар Трек                            | Star Trek: The Original Series    | Едит Кийлър                 | 1 епизод                             |
| 1975        | Космос: 1999                         | Space: 1999                       | Кара                        | 1 епизод                             |
| 1981 – 1989 | Династия                             | Dynasty                           | Алексис Колби               | 195 епизода, награда „Златен глобус“ |
| 1996        | Гувернантката                        | The Nanny                         | Джоан Шефилд                | 1 епизод                             |
| 2000        | Уил и Грейс                          | Will & Grace                      | Хелена Барнс                | 1 епизод                             |
| 2019        | Обвързани                            | Rules of Engagement               | Бъни Дънбар                 | 1 епизод                             |
| 2019        | Зловеща семейна история: Апокалипсис | American Horror Story: Apocalypse | Иви Галант и Бабълс МакДжий | 4 епизода                            |
| 2019        | Хавай 5-0                            | Hawaii Five-0                     | Аманда Савидж               | 1 епизод                             |